# ケンタウルス座アルファ星Bc
ケンタウルス座アルファ星Bc（ケンタウルスざアルファせいBc、Alpha Centauri Bc）とは、ケンタウルス座の方向に約4.37光年離れた位置に存在する恒星 ケンタウルス座アルファ星B の周囲を公転している可能性がある太陽系外惑星である。

## 概要
主星であるケンタウルス座アルファ星Bには、2012年にHARPSによってケンタウルス座アルファ星Bbが発見されていたものの、後の観測により存在しない可能性が示されている。ケンタウルス座アルファ星Bcは、2013年にトランジット法を用いた観測で発見された。
しかし、存在は未確定なため、さらなる観測が必要となる。高精度なドップラー分光法を用いて観測しても、直ぐに有用な結果が得られるとは限らない状況となっている。cが実際に存在していると仮定した場合、約100ppmの精度で約3週間連続して測光観測を行う必要がある。これは、地上にある観測機器の精度では不可能であるため、MOSTのような人工衛星で観測を行わなければならない状態である。cのトランジットを再観測するには、トランジット法を用いた太陽系外惑星の探索に用いられる将来の人工衛星が必要となるが、TESSやCHEOPSはそのような観測を行うことが可能である。

## 特性
| 地球 | ケンタウルス座アルファ星Bc |
| ---- | -------------------------- |
| 地球 | Exoplanet                  |

ケンタウルス座アルファ星Bcは、地球の約0.92倍の岩石惑星とされている。12.4日の公転周期でbの外側を公転しており、軌道長半径は0.1天文単位である。軌道離心率は0.24未満とされている。主星に近いため、居住することは不可能とされている。